# Edwin Thacher
Edwin Thacher (ur. 1839 w De Kalb, zm. 1920 w Nowym Jorku) – amerykański wynalazca specjalnego typu cylindrycznego suwaka logarytmicznego, który opatentował 1 listopada 1881 roku.
Był synem lekarza, sam studiował inżynierię. Jego pierwszą pracą była budowa wojskowej linii kolejowej w czasie amerykańskiej wojny secesyjnej. Potem budował mosty, pracując w firmie Louis Bridge and Iron Company. Swój suwak wynalazł celem ułatwienia sobie niezbędnych w inżynierskiej pracy obliczeń.